# Herwig Maehler
Herwig Maehler FBA (* 29. April 1935 in Berlin; † 29. Oktober 2021 in Wien) war ein deutscher Klassischer Philologe und Papyrologe.

## Leben
Maehler studierte Klassische Philologie an der Universität Hamburg, der Eberhard-Karls-Universität Tübingen, der Universität Basel und der University of Oxford. Schließlich wurde er aufgrund einer Dissertation zum Sänger in der frühen griechischen Dichtung 1961 in Hamburg promoviert. Anschließend arbeitete er 1962 bis 1963 als wissenschaftlicher Mitarbeiter an der Forschungsstelle zum Lexikon des frühgriechischen Epos der Universität Hamburg, 1963 bis 1964 an der Staats- und Universitätsbibliothek Hamburg. Von 1964 bis 1979 war Maehler als Kurator für griechische Manuskripte an der Papyrussammlung des Ägyptischen Museums Berlin tätig. 1975 habilitierte er sich an der Freien Universität Berlin. 1979 wurde er an das University College London berufen, wo er zunächst als reader, von 1981 bis zu seiner Emeritierung 2000 als Professor für Papyrologie forschte und lehrte. Ab 1994 war er Mitherausgeber des Archivs für Papyrusforschung.
Maehler starb Ende Oktober 2021 in der österreichischen Hauptstadt, wo er knapp zehn Jahre gelebt hatte.

## Forschungen
Maehlers Forschungsschwerpunkte lagen im Bereich der altgriechischen Dichtung, den Werken Homers und der Geschichte des Alten Ägypten in ptolemäischer Zeit. Im Bereich der Dichtung befasste er sich neben dem großen Epiker Homer insbesondere mit den bedeutenden frühen Lyrikern Bakchylides und Pindar, zu denen er wesentliche wissenschaftliche Editionen vorlegte. Die Werke des Bakchylides publizierte er 1968 in einer zweisprachigen Ausgabe mit deutscher Übersetzung, 1970 in einer Neubearbeitung der einsprachigen Ausgabe Bruno Snells im Rahmen der renommierten Bibliotheca Teubneriana, 1982/1997 in einer wiederum zweisprachigen dreibändigen Ausgabe mit umfangreichem Kommentar und 2004 in einer knappen englischsprachigen Auswahlausgabe. Die Texte Pindars legte er ebenfalls in der Bibliotheca Teubneriana vor (1971/1989), wobei er für die Epinikia wiederum auf Bruno Snells Arbeit aufbaute.
Durch seine Forschungen zur handschriftlichen Überlieferung der griechischen Dichtung, mit der sich Herwig Maehler bereits ab der Arbeit an seiner Dissertation beschäftigt hatte, gelangte er zur Papyrologie, in der er den größten Teil seines Berufslebens verbrachte. Dabei befasste er sich nicht nur mit den Papyrustexten literarischen Inhalts, sondern auch mit den sonstigen, „dokumentarischen“ Papyri und versuchte die Texte neben ihrer sprachlichen und inhaltlichen Erschließung auch in ihre weiteren geschichtlichen und kulturellen Zusammenhänge einzuordnen. Während seiner Tätigkeit in der Berliner Papyrussammlung edierte er die dortigen Urkunden der römischen Zeit (1966–1968) und die Papyrusfunde aus Hermopolis Magna (1974); ein weiterer Band Maehlers mit Urkunden aus Hermopolis erschien 2005. Nach seiner Berufung nach London arbeitete er an der Erschließung des großen Bestandes der Oxyrhynchus-Papyri mit, bei deren Edition er für mehrere Bände als Mitherausgeber fungierte. Ein weiterer wichtiger Arbeitsbereich im Rahmen der Papyrologie war die Paläografie der antiken Bücher, wozu er insbesondere gemeinsam mit Guglielmo Cavallo zwei Überblickswerke zur Schriftentwicklung in hellenistischer (2008) beziehungsweise frühbyzantinischer (1987) Epoche publizierte.

## Ehrungen
Ab 1979 war er korrespondierendes Mitglied des Deutschen Archäologischen Instituts, ab 1990 ordentliches Mitglied der Academia Europaea, ab 2000 Ehrenmitglied des University College London, ab 2001 Mitglied der Accademia Nazionale dei Lincei und ab 2007 Ehrenmitglied der Ungarischen Akademie der Wissenschaften. Außerdem war er Fellow der British Academy. Die Universitäten Helsinki (2000), Budapest (2001) und Rom (Tor Vergata) (2003) verliehen Maehler ihre Ehrendoktorwürde.

## Schriften
- Die Auffassung des Dichterberufs im frühen Griechentum bis zur Zeit Pindars (= Hypomnemata. Band 3). Vandenhoeck & Ruprecht, Göttingen 1963 (teilweise zugleich Dissertation, Universität Hamburg 1961).
- mit Tilo Brandis: Die Handschriften von S. Petri und S. Jacobi in Hamburg (= Katalog der Handschriften der Staats- und Universitätsbibliothek Hamburg. Band 4). Dr. Ernst Hauswedell & Co., Hamburg 1967.
- Urkunden römischer Zeit (= Ägyptische Urkunden aus den Staatlichen Museen zu Berlin. Griechische Urkunden. Band 11). 2 Teilbände, Hessling, Berlin 1966–1968.
- Bacchylides. Lieder und Fragmente. Griechisch und Deutsch von Herwig Maehler (= Schriften und Quellen der alten Welt. Band 20). Akademie-Verlag, Berlin 1968.
- Bacchylidis carmina cum fragmentis (Bibliotheca Teubneriana). Nach der Ausgabe von Bruno Snell bearbeitet. 10. Auflage, Teubner, Leipzig 1970.
- Pindari carmina cum fragmentis. Teil 1: Epinicia (Bibliotheca Teubneriana). Nach der Ausgabe von Bruno Snell bearbeitet. 5. Auflage, Teubner, Leipzig 1971 (6. Auflage ebenda 1980, 8. Auflage ebenda 1987).
- Papyri aus Hermupolis (= Ägyptische Urkunden aus den Staatlichen Museen zu Berlin. Griechische Urkunden. Band 12). Staatliche Museen Preussischer Kulturbesitz, Berlin 1974.
- als Herausgeber mit Volker Michael Strocka: Das ptolemäische Ägypten. Akten des internationalen Symposions, 27.–29. September 1976 in Berlin. Philipp von Zabern, Mainz 1978, ISBN 3-8053-0362-9.
- Die Lieder des Bakchylides. Teil 1: Die Siegeslieder (= Mnemosyne Supplements. Band 62). Teilband 1: Edition des Textes, mit Einleitung und Übersetzung. Teilband 2: Kommentar. Brill, Leiden 1982, ISBN 90-04-06410-9 (Teilband 1) und ISBN 90-04-06411-7 (Teilband 2).
- mit Guglielmo Cavallo: Greek bookhands of the early Byzantine period A.D. 300–800 (= Bulletin of the Institute of Classical Studies of the University of London. Supplementary Paper 47). University of London, Institute of Classical Studies, London 1987, ISBN 0-900587-51-2.
- mit R. A. Coles und P. J. Parsons: The Oxyrhynchus papyri. Band 54 (= Graeco-Roman memoirs. Band 74). Egypt Exploration Society, London 1987, ISBN 0-85698-093-5.
- Pindari carmina cum fragmentis. Teil 2: Fragmenta. Indices (Bibliotheca Teubneriana). Teubner, Leipzig 1989, ISBN 3-322-00673-5.
- Bearbeiter und Herausgeber des Werks von Franz Reich: Lexicon in Apollonii Rhodii Argonautica. 12 Lieferungen, Hakkert, Amsterdam 1991–2019, ISBN 90-256-0997-X (Lieferung 1), ISBN 90-256-1065-X (Lieferung 2), ISBN 90-256-1218-0 (Lieferung 4), ISBN 90-256-1228-8 (Lieferung 5), ISBN 90-256-1240-7 (Lieferung 6), ISBN 978-90-256-1256-6 (Lieferung 7), ISBN 978-90-256-1268-9 (Lieferung 8), ISBN 978-90-256-1281-8 (Lieferung 9), ISBN 978-90-256-1296-2 (Lieferung 10), ISBN 978-90-256-1321-1 (Lieferung 11), ISBN 978-90-256-1339-6 (Lieferung 12).
- als Herausgeber mit Markham J. Geller: Legal documents of the Hellenistic world. Papers from a seminar. Warburg Institute, London 1995, ISBN 0-85481-089-7.
- Die Lieder des Bakchylides. Teil 2: Die Dithyramben und Fragmente (= Mnemosyne Supplements. Band 167). Brill, Leiden 1997, ISBN 90-04-10671-5.
- als Herausgeber mit Bärbel Kramer, Wolfgang Luppe und Günter Poethke: Akten des 21. Internationalen Papyrologenkongresses Berlin, 13.–19.8.1995 (= Archiv für Papyrusforschung. Beiheft 3). 2 Teilbände, Teubner, Stuttgart/Leipzig 1997, ISBN 3-8154-7535-X und ISBN 3-8154-7536-8.
- als Herausgeber: Bacchylides. A selection (Cambridge Greek and Latin classics). Cambridge University Press, Cambridge 2004, ISBN 0-521-59036-1.
- Urkunden aus Hermupolis (= Ägyptische Urkunden aus den Staatlichen Museen zu Berlin. Griechische Urkunden. Band 19 / = Archiv für Papyrusforschung und verwandte Gebiete. Beiheft 19). Saur, München/Leipzig 2005, ISBN 3-598-77594-6.
- Schrift, Text und Bild. Kleine Schriften von Herwig Maehler. Herausgegeben von Csaba Láda und Cornelia Römer (= Archiv für Papyrusforschung und verwandte Gebiete. Beiheft 21). Saur, München/Leipzig 2006, ISBN 3-598-77596-2 (Aufsatzsammlung).
- mit Guglielmo Cavallo: Hellenistic bookhands. Walter de Gruyter, Berlin/New York 2008, ISBN 978-3-11-020124-6.
- mit Cornelia Eva Römer und Rosalia Hatzilambrou: The Oxyrhynchus papyri. Band 75 (= Graeco-Roman memoirs. Band 96). Egypt Exploration Society, London 2010, ISBN 978-0-85698-196-8.
- mit Peter John Parsons und Francesca Maltomini: The Vienna Epigrams Papyrus (G 40611) (= Corpus papyrorum Raineri. Band 33). Walter de Gruyter, Berlin/München 2015, ISBN 978-3-11-035452-2.